# Кузнецов, Сергей Васильевич (хоккеист)
Серге́й Васи́льевич Кузнецо́в (род. 15 апреля 1959 г., с. Полом Просницкого (ныне — Кирово-Чепецкого) района Кировской области) — советский хоккеист.

## Биография
Воспитанник кирово-чепецкой хоккейной команды «Олимпия» (первый тренер А. Д. Кулябин), в которой и начал игровую карьеру. После призыва в 1977 году в Советскую армию играл в армейских клубах — сначала в выступавшем в первой лиге чемпионата СССР СКА МВО (до 1978 года базировавшегося в Липецке, затем в Калинине), а в 1979—1981 годах в команде высшей лиги СКА (Ленинград). В сезоне 1981/1982 представлял ленинградскую команду Военного института физической культуры ВИФК, игравшую во второй лиге.
С 1982 по 1987 годы играл в командах первой лиги чемпионата СССР — саратовском «Кристалле», ленинградском «Ижорце» и череповецком «Металлурге».
В составе юниорской сборной СССР — бронзовый призёр чемпионата Европы 1977 года, прошедшего в ФРГ.
В составе армейских команд неоднократный чемпион и призёр чемпионата Вооружённых сил СССР — первое место в 1980 году в составе СКА (Ленинград) и в 1981 году в составе ВИФК, третье место в 1979 году в составе СКА МВО (Калинин).

## Достижения
- Бронзовый призёр чемпионата Европы среди юниоров 1977